# On the Fire
On the Fire er en amerikansk stumfilm fra 1919.

## Medvirkende
- Harold Lloyd
- Bebe Daniels
- Snub Pollard
- Bud Jamison
- William Blaisdell